# Деметрий I (Бактрия)
Деметрий I (на старогръцки: ΔΗΜΗΤΡΙΟΣ, Demetrios I; † 182 пр.н.е. или 175 пр.н.е.) е цар на Гръко-бактрийското царство през 200 – 182 пр.н.е.

## Биография

### Произход и брак
Той е син на Евтидем I.
В резултат на мирни преговори той се жени за дъщерята на Антиох III Велики от династията на Селевкидите в Сирия. Той е баща на Деметрий II.

### Завоевания
Деметрий I нахлува през 184/183 пр.н.е. Северозападна Индия и завоюва западните провинции на бившето царство Маурия. Той завладява Таксила и тръгва по поречието на р. Инд завзема Патала и преименува града Demetrias. След това той нахлува в Централна Индия и до р. Ганг, където започва обсада на Паталипутра. Повечето гърци го посрещат като освободител. На сребърни монети, както и Александър Велики, той се изобразява със слонски скалп и се определя като Aníketos („Непобедимият“).

### Междуособици
В Паталипутра Деметрий I научава, че в Бактрия е избухнало въстание с Евкратид. Деметрий оставя голяма част от завоюванията си в Индия, като оставя само западната част на брат си Аполодот и на военачалника си Менандър като управител, а по-късно се появяват и редица други вице-владетели или узурпатори. Деметрий е победен обаче от Евкратид, който побеждава и Аполодот. Само Менандър успява да се задържи в Индия и основава Индо-гръцкото царство.

### Наследник
След Деметрий I цар на Бактрия става Евтидем II, негов син или на Евтидем I.